# Atrichopogon wirthi
Atrichopogon wirthi is een muggensoort uit de familie van de knutten (Ceratopogonidae). De wetenschappelijke naam van de soort is voor het eerst geldig gepubliceerd in 1988 door Chan and Linley.